# Hasuvinakaval, Piriyapatna
Hasuvinakaval là một làng thuộc tehsil Piriyapatna, huyện Mysore, bang Karnataka, Ấn Độ.